# 横浜市立城郷中学校
横浜市立城郷中学校（よこはましりつ しろさとちゅうがっこう）は、横浜市港北区小机町にある公立中学校。

## 概要
1947年（昭和22年）開校。開校当初は城郷小学校に併設されており、1948年12月に現在地へ移転した。過去にこの学校から菅田中学校や東鴨居中学校が分離独立している。生徒からは「城中」と略称されている。
小机の住宅地の中にある丘に立地し、正門までの道は急坂になっている。そのため生徒からは「地獄坂」と呼ばれている。
校舎は3棟あり、第1棟が1963年6月、第2棟が1972年3月、第3棟・体育館が1973年9月に落成した。また1999年5月には格技場「城志館」が建てられた。
学校教育目標は「志す・翔く・拓く」である。

## 行事
- 体育祭
- 城中祭（文化祭・合唱コンクール）

## 学区域及び学区内小学校
学区域及び学区内小学校は以下のとおり。

### 学区
港北区
- 小机町全域
- 鳥山町全域
- 岸根町全域
- 新横浜一丁目1番地から4番地まで、12番地から18番地まで、21番地から31番地まで
- 新横浜二丁目9番地から11番地まで、17番地から20番地まで、23番地、24番地

緑区
- 東本郷町41番地、94番地、100番地、101番地、110番地から162番地まで、169番地から173番地まで、179番地から187番地まで、189番地から203番地まで、205番地、206番地、212番地から216番地まで、235番地から248番地まで、252番地から256番地まで、261番地、263番地から268番地まで、270番地から272番地まで、275番地から282番地まで、285番地、288番地から354番地まで、357番地から361番地まで、400番地、401番地、403番地、405番地、410番地、411番地、419番地から422番地まで、429番地、434番地、436番地、447番地から451番地まで、456番地、459番地、462番地から464番地まで、467番地から469番地まで、473番地、479番地から482番地まで、485番地、487番地から489番地まで、491番地、492番地、524番地、580番地、581番地、588番地から601番地まで、603番地から609番地まで、615番地から647番地まで、649番地から653番地まで、658番地、659番地、661番地から711番地まで、713番地から773番地まで、778番地から793番地まで、795番地、797番地、806番地から811番地まで、813番地から818番地まで、820番地から878番地まで、880番地から884番地まで、889番地から891番地まで、902番地、904番地、905番地、907番地から911番地まで、913番地から923番地まで、925番地から931番地まで、933番地から940番地まで、942番地から967番地まで、969番地、970番地、972番地、973番地、975番地から978番地まで、982番地から990番地まで、996番地から1,002番地まで、1,005番地、1,012番地から終りまで
- 東本郷四丁目3番から6番まで、10番1号から10番18号まで、10番20号から10番22号まで、10番24号から10番40号まで、11番から19番まで、25番11号、27番、28番、30番から37番まで
- 東本郷五丁目1番から26番13号まで、28番1号から28番5号まで
- 東本郷六丁目5番から27番まで

神奈川区
- 三枚町1番地から197番地まで

### 学区内小学校
- 横浜市立小机小学校
- 横浜市立城郷小学校
- 横浜市立東本郷小学校
- 横浜市立菅田の丘小学校

## 主な進学高校
2005年度（平成17年度）からの学区撤廃以前は『横浜東部学区』に属していた。
- 神奈川県立神奈川総合高等学校
- 神奈川県立岸根高等学校
- 神奈川県立港北高等学校
- 神奈川県立城郷高等学校
- 神奈川県立鶴見高等学校
- 神奈川県立鶴見総合高等学校
- 神奈川県立新羽高等学校
- 神奈川県立横浜翠嵐高等学校
- 横浜市立東高等学校

（総合高校、単位制普通科校を含む）

## アクセス
学校への交通アクセスは以下のとおり。
鉄道
- JR横浜線 小机駅下車　徒歩16分

バス
| 乗車駅                 | のりば | 系統 | 下車停留所              | 運行事業者 |
| ---------------------- | ------ | ---- | ----------------------- | ---------- |
| 横浜線新横浜駅         | 2      | 浜1  | 「城郷中学校」、徒歩3分 | ■相鉄      |
| 東急田園都市線市が尾駅 | 7      | 市03 | 「泉谷寺前」、徒歩7分   | ■東急      |
| 横浜線鴨居駅           | 4      | 39   | 「泉谷寺前」、徒歩7分   | ■横浜市営  |

## ゆかりの人物
- 石川さゆり - 卒業生[4]。